# Douaumont-i osszárium

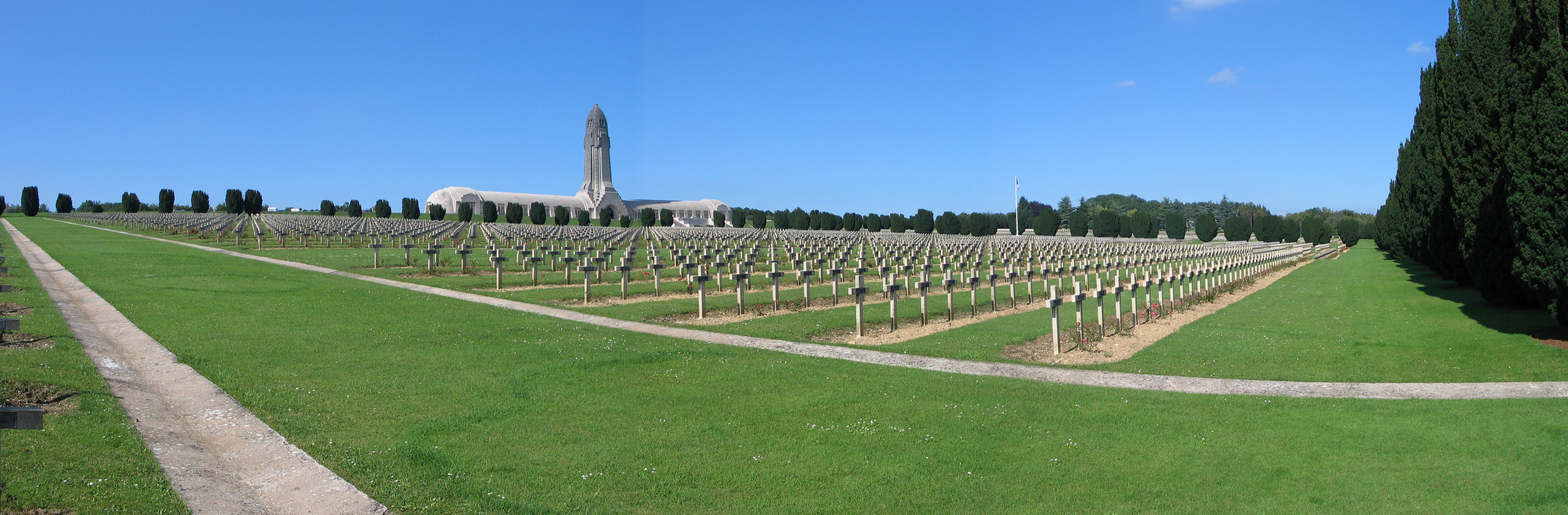
A csontház (emlékmű) látképe a sírkerttel

A douaumont-i osszárium (Ossuaire de Douaumont) a verduni csatában (Első világháború) elesett katonák földi maradványait magában foglaló csontház és emlékmű a Verdun közelében fekvő Douaumont-ban.
A verduni csata 300 napja alatt (1916. február–december) mintegy 230 000 ember halt meg. A teljes veszteség (halottak, eltűntek, sebesültek) elérte a 700 000 főt. A "verduni vérszivattyúként" is ismert csata közel 20 km²-nyi területen zajlott.
Az osszáriumot a verduni püspök által vezetett bizottság emeltette, hazai és nemzetközi adakozásból. Körben az épület homlokzatán megtekinthetők azoknak a városoknak a címerei, amelyek pénzadománnyal támogatták az emlékmű felépítését. A munka 1920-ban kezdődött. Ekkorra már volt egy ideiglenes osszárium ezen a helyen. A holtak maradványait 1927-ben szállították át az új osszárium kriptáiba. Az emlékmű épületét végül 1932-ben nyitotta meg hivatalosan Albert Lebrun francia köztársasági elnök.
2023 óta az első világháború temetői és emlékhelyei részeként a világörökséghez tartozik.
A 137 méter hosszú épület Léon Azéma, Max Edrei és Jacques Hardy tervei szerint készült. A 46 méter magas központi torony nagyjából gránát alakú. Az osszáriumban 130 000 azonosítatlan francia és német katona maradványai találhatók.

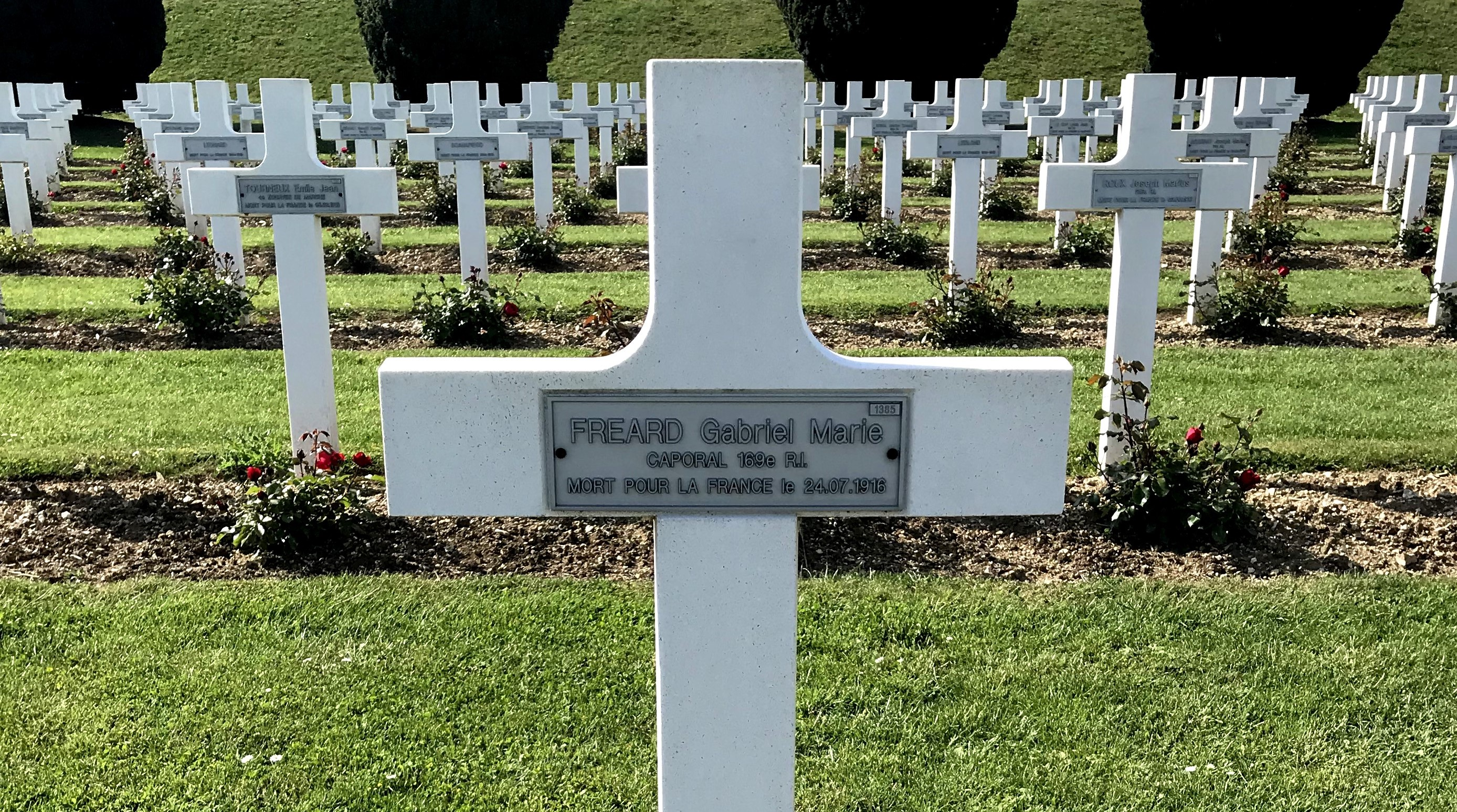
Gabriel Marie Freard tizedes keresztje

A belső tér központi folyosójáról összesen 18 fülke nyílik. Mindegyik két-két sírkövet tartalmaz. Az egyes síremlékek fölött felirat mutatja a térséget, ahonnan a maradványokat összegyűjtötték. A sírkövek mögött apró rácsozatú ablaknyílásokon szűrődik át a fény. A síremlékek mindegyike egy-egy 18 m³ űrtartalmú kriptát fed.
Egyes térségekből több maradvány került elő mint amennyit egyetlen kripta befogadhat. Ezeket a maradványokat egy-egy 150 m³-es kriptába helyezték a folyosó két végén. A csontmaradványok tárolására így összességében (18×2×18+2×150) 948 m³ sírtér szolgál. A falak és a mennyezet belső felületét az eltűntek névtáblái borítják.
Az emlékmű előtt terül el Franciaország – Párizson kívüli – legnagyobb sírkertje 25 000 sírhellyel. Az egyes sírokat fehér kereszt és névtábla jelöli.